# WASP-5b
WASP-5b és un planeta extrasolar que orbita a l'estrella WASP-5 situada a 967 anys llum de distància de la constel·lació del Fènix. La massa i el radi del planeta indiquen que és un gegant gasós amb una composició volumètrica similar a la de Júpiter. La petita distància orbital de WASP-5b al voltant de la seva estrella significa que pertany a una classe de planetes coneguts com a Júpiters calents. La proximitat de WASP-5b al seu amfitrió fa que tingui una temperatura atmosfèrica d'uns 1717 K.